# Lista över offentlig konst i Gotlands kommun
Lista över skulpturer i Gotlands kommun är en ofullständig förteckning över främst utomhusplacerade skulpturer i Gotlands kommun.

## Skulpturer i Visby innerstad
| Titel                             | Konstnär(er)                                  | Årtal | Beskrivning | Typ - material                 | Plats Koordinater                                                              | Bild                           |
| --------------------------------- | --------------------------------------------- | ----- | --- | ------------------------------ | ------------------------------------------------------------------------------ | ------------------------------ |
| Baggen                            | Anders Årfelt                                 | 1992  | | betong                         | Visbys gator och torg koordinater saknas                                       | Baggen                         |
| Solfågel                          | Tyra Lundgren                                 | 1976  | | brons, sten                    | Almedalen 57.64056, 18.29083                                                   | Solfågel                       |
| Utsträckta händer                 | Pye Engström                                  | 1991  | minnesmärke över Olof Palme | granit                         | Almedalen 57.64, 18.29139                                                      | Utsträckta händer              |
| Dopfunt för långsinta             | Tove Adman                                    | 1994  | | betong                         | Almedalsbiblioteket, Cramérgatan 5 koordinater saknas                          |                                |
| Monument över geologisk dagbok    | Björn Erling Evensen                          | 1993  | | kalksten                       | Almi Företagspartner, Cramérgatan 3 57.63944, 18.28917                         | Monument över geologisk dagbok |
| Jag tänker på Mondrian och orange | Mona-Lisa Eriksson                            | 2005  | |                                | Björkanderska magasinet, Skeppsbron koordinater saknas                         |                                |
| Gods terminal                     | Joakim Allgulander                            | 2011  | |                                | Färjeleden, Visby hamn Hamnserviceterminal koordinater saknas                  |                                |
| Skiltvakt                         | Ture Johansson                                | 1967  | | relief i brons                 | Föreningshuset Borgen, Österport koordinater saknas                            |                                |
| Nivå Även känd som: Level         | Gediminas Urbonas                             | 1993  | |                                | Klintberget, Nygatan koordinater saknas                                        |                                |
| Skiss på ung flicka               | Lennart Dalhqvist                             | 1984  | |                                | Kulturskolan på Gotland, Mellangatan 45 koordinater saknas                     |                                |
| Ymnighetsgudinna                  | Karl Romin                                    | 1899  | Den centrala figuren är den serietillverkade Bolinders vattenkonst nummer 12, gjord av Bolinders Mekaniska Verkstad i Stockholm. Okänd konstnär, möjligen Per Hasselberg. | brons                          | Packhusplan koordinater saknas                                                 | Ymnighetsgudinna               |
| Christopher Polhem                | Theodor Lundberg                              | 1911  | Staty över Christopher Polhem | brons                          | S:t Drottensgatan/S:t Hansgatan 57.64167, 18.29528                             | Christopher Polhem             |
| Glömskans bänk                    | Hanna Stahle                                  | 2004  | | granit                         | Stora Torget koordinater saknas                                                |                                |
| Visby springbrunn                 | Carl Fagerberg István Varga (renovering 2001) | 1916  | Brunnsskulptur | granit                         | Södertorg koordinater saknas                                                   | Visby springbrunn              |
| Krusmynta                         | Åsa Ardin-Kedja                               | 1989  | |                                | Tekniska Förvaltningen, Bremergränd 1 koordinater saknas                       |                                |
| Balladen om vaktchefen            | Katarina Norling                              | 2008  | | Skulptur                       | Wisby Strand, Strandvägen 4 koordinater saknas                                 | Balladen om vaktchefen         |
| Skulpturgrupp                     | Hans Peterson                                 | 1987  | Skulpturer i gotländsk kalksten | kalksten från Norrvange        | Wisby Strand, Strandvägen 4 koordinater saknas                                 |                                |
| Baltic Centre                     | Svante Gärdek                                 | 1993  | | betong                         | Östersjöns författar- och översättarcentrum. Uddens gränd 3 koordinater saknas |                                |
| Linneus                           | Kaj Engström                                  | 2007  | | trä                            | De Badande Wännernas trädgård 57.64306, 18.29306                               | Linneus                        |
| Drakguldet                        | Pye Engström                                  | 2008  | | sten                           | utanför Gotlands konstmuseum, Sankt Hansgatan 21 57.63917, 18.29361            | Drakguldet                     |
| Grottan                           | Pye Engström                                  |       | | granit                         | utanförGotlands konstmuseum, Sankt Hansgatan 21 57.64167, 18.29361             | Grottan                        |
| Resan till Cytere                 | Pye Engström                                  |       | |                                | utanför Gotlands konstmuseum, Sankt Hansgatan 21 57.63917, 18.29361            | Resan till Cytere              |
| Kojsa kojsa kum                   | Erik Olsson                                   | 1911  | | mosaik - natursten och keramik | utanför Gotlands konstmuseum, Sankt Hansgatan 21 57.63917, 18.29333            | Kojsa kojsa kum                |
| Knäcken                           | Sanny Laurin                                  | 2014  | | brons                          | koordinater saknas                                                             | Knäcken                        |

## Skulpturer i Visby utanför innerstaden
| Titel                               | Konstnär(er)                                     | Årtal | Beskrivning                                          | Typ - material                    | Stadsdel/ort | Plats Koordinater                                                                                     | Bild                                 |
| ----------------------------------- | ------------------------------------------------ | ----- | ---------------------------------------------------- | --------------------------------- | ------------ | --- | ------------------------------------ |
| Alban                               | Hanna Wärff Radhe                                | 1995  |                                                      | kalksten från Norrvange           | Norra Visby  | Förskolan Forellen, Bergsgatan 10 57.64611, 18.305                                                    | Alban                                |
| Torget                              | Christer Jonson                                  | 2000  |                                                      | betong                            | Norra Visby  | Gotlands konstskola, Broväg 25 57.64556, 18.31694                                                     | Torget                               |
| Solfläckar, skuggor och ljus        | C. Anders Wallén                                 | 2012  |                                                      |                                   | Norra Visby  | Resecentrum hamnterminalen, Visby hamn koordinater saknas                                             |                                      |
| Tjelvar                             | Dragan Ljubez                                    | 2007  |                                                      | kalksten                          | Norra Visby  | Tjelvarskolan, Rutegatan 5 B 57.63639, 18.31778                                                       | Tjelvar                              |
| Koncentration                       | Eva Lange                                        | 1993  |                                                      | granit                            | Norra Visby  | Visby lasarett entré, S:t Göransgatan 9 57.64917, 18.30139                                            | Koncentration                        |
| Magi och vetenskap                  | Pye Engström                                     | 1996  |                                                      | granit                            | Norra Visby  | Visby lasarett, Akuten. S:t Göransgatan 9 57.64889, 18.30111                                          | Magi och vetenskap                   |
| Gotländsk vägkant                   | Erik Olsson                                      | 1995  |                                                      | mosaik                            | Norra Visby  | Visby lasarett, Mödravård, S:t Göransgatan. 5 koordinater saknas                                      | Gotländsk vägkant                    |
| Äpple                               | Marianne Olsson                                  | 1997  |                                                      | betong                            | Norra Visby  | Visby lasarett, S:t Göransgatan 5 koordinater saknas                                                  | Äpple                                |
| Måltid                              | Hanna Stahle                                     | 2004  |                                                      | sten                              | Norra Visby  | Visby lasarett, S:t Göransgatan 9 57.649, 18.30011                                                    | Måltid                               |
| Elefanten och krokodilen            | Staffan Rosvall                                  | 1993  |                                                      | trä                               | Norra Visby  | Visby lasarett, Lekparken utanför barnavdelningen, S:t Göransgatan. 9 57.64897, 18.30017              | Elefanten och krokodilen             |
| Bro - kommunikation                 | Staffan Laurin                                   | 1998  |                                                      | tegel och kakel                   | Norra Visby  | Visby lasarett, fundamentet till helikopterplattformen, Snäckgärdsvägen 9 57.64972, 18.30056          | Bro - kommunikation                  |
| Hus                                 | Karin Lind                                       | 1995  |                                                      | zink, stål                        | Norra Visby  | Visby lasarett, Snäckgärdsvägen 9 koordinater saknas                                                  |                                      |
| Tron                                | Martin Hansson                                   | 1992  |                                                      | alunskiffer                       | Norra Visby  | Visby lasarett, havssidan, Snäckgärdsvägen 9 57.64861, 18.3                                           | Tron                                 |
| Ouroboros båk                       | Anders Thorlin                                   | 1992  |                                                      | kalksten                          | Norra Visby  | Visby lasarett, Södra sidan, Snäckgärdsvägen. 9 57.6475, 18.3                                         | Ouroboros båk                        |
| Urna                                | Sivert Lindblom                                  | 1997  |                                                      | stålplåt                          | Norra Visby  | Visby lasarett, Snäckgärdsvägen. 9 57.64944, 18.30083                                                 | Urna                                 |
| Vindflöjlar                         | Hans Bartos                                      | 1995  |                                                      | stål                              | Norra Visby  | Visby lasarett. S:t Göransgatan 5 57.64861, 18.30083                                                  | Vindflöjlar                          |
| Fem grönpatinerade urnor            | Gunilla Bandolin                                 | 1997  |                                                      | brons                             | Norra Visby  | Visby lasaretts entré, S:t Göransgatan. 3 57.64778, 18.30111                                          | Fem grönpatinerade urnor             |
| Vattenhjul och kanal                | Eva Hållsten                                     | 1999  |                                                      | trä och betong                    | Södra Visby  | Alléskolan, Fältgatan 30 57.62917, 18.30278                                                           |                                      |
| Trilobit                            | Martin Ljunggren                                 | 1979  |                                                      | brons                             | Södra Visby  | Gråbo torg 57.61861, 18.30139                                                                         | Trilobit                             |
| Fyra element                        | Eva Berglind                                     | 2001  |                                                      | tegel, stengods                   | Södra Visby  | Gråboskolan, Gråbo torg koordinater saknas                                                            |                                      |
| Varats gång                         | Helena Andreeff                                  | 2003  |                                                      | kalksten, rostfritt stål, trä     | Södra Visby  | Gråboskolan, Gråbo torg 57.61889, 18.3025                                                             |                                      |
| Torget                              | Dan Lindström                                    | 1997  |                                                      | betong, ek                        | Södra Visby  | Lyckåkerskolan, Lövängsgatan 5 koordinater saknas                                                     |                                      |
| Känseldjuret                        | Hanna Wärff Radhe                                | 1998  |                                                      | stål, sten                        | Södra Visby  | Säveskolan, Desiderialunden, Fårögatan 46 57.62414, 18.29469                                          |                                      |
| Pling plong                         | Harriet Löwenhielm                               | 1998  |                                                      | stål, sten                        | Södra Visby  | Säveskolan, Desiderialunden, Fårögatan 46 57.62392, 18.29447                                          | Ladda upp en bild av detta konstverk |
| Bänkar                              | Mona-Lisa Eriksson Nike Karlsson                 | 1998  |                                                      | betong, ek                        | Södra Visby  | Säveskolan, Säves väg 10 57.625, 18.29417                                                             | Bänkar                               |
| Betongraster                        | Måren Medbo                                      | 2001  |                                                      | betong                            | Södra Visby  | Säveskolan, Fordonstekniska huset, Säves väg 10 57.625, 18.29667                                      | Betongraster                         |
| Blandade farkoster                  | Björn Hammarström                                | 1992  |                                                      | reliefer i stålplåt               | Södra Visby  | Säveskolan, Fordonstekniska huset, Säves väg 10 57.62528, 18.29639                                    |                                      |
| Gutniska lekar                      | Sven Lundqvist                                   | 1972  |                                                      | reliefer - kalksten               | Södra Visby  | Säveskolan, Säves väg 10 57.62556, 18.29472                                                           | Gutniska lekar                       |
| En plats i solen                    | Karin Tyrefors                                   | 1999  |                                                      | kalksten                          | Södra Visby  | Säveskolan/Desideria, Fårögatan 46 57.62444, 18.29583                                                 |                                      |
| Boll med skruv                      | Anders Årfelt                                    | 1986  |                                                      | betong                            | Södra Visby  | Södervärnshallen, Kolonigatan 57.62444, 18.28972                                                      |                                      |
| Favola                              | Björn Erlin Evensen                              | 1968  |                                                      | relief - koppar                   | Södra Visby  | Södervärnskolan, Östra gavlarna, Stenkumlaväg 25 57.62417, 18.28861                                   |                                      |
| Fregatten storken                   | Lars Lerbom                                      | 1992  |                                                      |                                   | Östra Visby  | Förskolan Storken, Vallgravsgatan 4 koordinater saknas                                                |                                      |
| Herde och hind                      | Alice Nordin                                     | 1937  |                                                      | brons                             | Östra Visby  | Psykiatriska kliniken, Norra Hansegatan 4 57.63833, 18.30611                                          | Herde och hind                       |
| Lekstugan                           | Svante Gärdek                                    | 2006  |                                                      |                                   | Östra Visby  | SOF, Polhemsgatan 29 57.63833, 18.30806                                                               |                                      |
| Simhoppare                          | Jeanette Path                                    | 2000  |                                                      | brons                             | Östra Visby  | Solbergabadet, Skolportsgatan. 4 koordinater saknas                                                   |                                      |
| Sommarbild                          | Sven Lundqvist                                   | 1968  |                                                      | relief - kalksten                 | Östra Visby  | Solbergaskolan, Kung Magnus väg 4 koordinater saknas                                                  |                                      |
| Snabbmat                            | Stefan Aurelius                                  | 2001  |                                                      | brons                             | Östra Visby  | Östercentrum koordinater saknas                                                                       |                                      |
| Omen                                | Ingvar Cronhammar                                | 1993  |                                                      | stål                              | Södra Visby  | Rondellen vid södra infarten till Visby 57.62167, 18.27694                                            | Omen                                 |
| Barnens lekar eller kunskapens träd | Ture Johansson                                   | 1955  |                                                      |                                   | Norra Visby  | Norrbackaskolan koordinater saknas                                                                    |                                      |
| Knarr                               | Lars Valinger                                    | 2001  |                                                      | Skulptur                          | Visby        | koordinater saknas                                                                                    |                                      |
| Troja                               | Juri Markkula                                    | 2008  |                                                      | Skulptur - stål (målad container) | Visby        | utanför entrén till Riksutställningar och Riksantikvarieämbetet, Artillerigatan 33 57.63043, 18.30556 |                                      |
| Swea Orange County och San Diego    | Torbjörn Lindgren (skulptur) Mai Loken (målning) | 2004  | målad dalahäst från Swea Orange County och San Diego | målat trä                         | Visby        | lekplatsen utanför barnavdelningen på Visby sjukhus 57.64906, 18.30006                                | Swea Orange County och San Diego     |
| Duo                                 | Liss Eriksson                                    | 1993  |                                                      | brons, stål                       | Visby        | utanför entrén till tidigare artilleriregementet A7:s kanslibyggnad 57.63222, 18.30083                | Duo                                  |
| Källan är oslagbar                  | Liss Eriksson                                    | 1990  |                                                      |                                   | Visby        | utanför Skatteverket i Visby koordinater saknas                                                       |                                      |
| Okänd titel                         | Okänd                                            |       |                                                      | stålplåt                          | Visby        | hörnet Bogegatan/Tjelvarvägen 57.63722, 18.31083                                                      |                                      |
| Okänd titel                         | Okänd                                            |       |                                                      | stålplåt                          | Visby        | hörnet Brömsebroväg/Tjelvarvägen 57.63972, 18.3125                                                    |                                      |

## Skulpturer på Gotland utanför Visby
| Titel                      | Konstnär(er)               | Årtal      | Beskrivning                 | Typ - material          | Plats Koordinater | Bild                                                                 |                          |
| -------------------------- | -------------------------- | ---------- | --------------------------- | ----------------------- | ----------------- | -------------------------------------------------------------------- | ------------------------ |
| Återspegling-minne         | Staffan Laurin             | 2005       |                             |                         | Bro               | Tingsbrogården äldreboende koordinater saknas                        |                          |
| Fontän                     | Anders Larsson             | 2005       |                             |                         | Bro               | Tingsbrogården äldreboende koordinater saknas                        |                          |
| Lexagon                    | Christine Östergren        | 2011       |                             |                         | Fole              | Fole skola koordinater saknas                                        |                          |
| Under bar himmel           | Hanna Wärff Radhe          | 2011       |                             |                         | Fole              | Fole skola koordinater saknas                                        |                          |
| Pengar                     | Olle Idewall               | 1980       |                             | keramik                 | Fårösund          | Fritidsgården, Kronhagsvägen 27 57.86167, 19.05611                   | Pengar                   |
| Kajsa Stina färjar fåret   | Anders Thorlin             | 1990       |                             | brons, kalksten         | Fårösund          | Fårösundskolan, Kommunalvägen 9 57.8575, 19.05778                    | Kajsa Stina färjar fåret |
| Att vara två               | Helena Andreeff            | 1989       |                             | stengods                | Slite             | Kilåkern Äldreboende, Apoteksgatan 3B koordinater saknas             |                          |
| Möte                       | Martin Ljunggren           | 1981       |                             |                         | Slite             | Solklintshallen, Östervallagatan koordinater saknas                  |                          |
| Så ett frö                 | Hanna Stahle Mårten Medbo  | 2007       |                             |                         | Slite             | Solklintskolan, Östervallagatan koordinater saknas                   |                          |
| Seglare går ombord         | Bertil Nyström             | 1967       |                             | betong                  | Slite             | Torget 57.705, 18.80556                                              | Seglare går ombord       |
| Vattenlek                  | Bertil Nyström             | 1967       |                             | brons                   | Slite             | Tullhagsplan 57.70417, 18.80167                                      | Vattenlek                |
| Logaritmisk spiral         | Eva Trolin                 | 1985       |                             |                         | Stenkyrka         | Stenkyrka skola koordinater saknas                                   |                          |
| Brandman                   | István Varga               | 1979       |                             | hoburgsmarmor           | Burgsvik          | Brandstationen koordinater saknas                                    |                          |
| Utflugen                   | Svante Gärdek              | 2011       |                             |                         | Garda             | Garda skola koordinater saknas                                       |                          |
| Rutschkana                 | Åsa Ardin-Kedja            | 1994       |                             |                         | Garda             | Garda skola koordinater saknas                                       |                          |
| Skulpturgrupp              | István Varga               | 1972       |                             | kalksten                | Havdhem           | Hansahallen, Havdhems skola koordinater saknas                       |                          |
| Bondbröllop i Öja          | István Varga               | 1972       |                             | relief - kalksten       | Hemse             | Gotlands folkhögskola, "Nya skolan", Storgatan 11 koordinater saknas |                          |
| Rast                       | Sven Robert Lundqvist      | 1969       |                             |                         | Hemse             | Gotlands folkhögskola, "Nya skolan" Storgatan 11 koordinater saknas  |                          |
| Hedniskt minne             | Björn Hammarström          | 1986       |                             | kopparplåt              | Hemse             | Hemse idrottshall koordinater saknas                                 |                          |
| Tillsammans                | Nyteks                     | 2012       |                             |                         | Hemse             | Hemse Vårdcentrum, Hagagatan 30 koordinater saknas                   |                          |
| Tillfreds                  | Stina Lindholm             | 2012       |                             |                         | Hemse             | Hemse Vårdcentrum, uterum koordinater saknas                         |                          |
| Tänkarna                   | Tove Adman                 | 1995       |                             | zink                    | Hemse             | Högbyskolan, Jacob Gråbergs Plats 6 koordinater saknas               |                          |
| Två platser - ett ställe   | Maria Lilja                | 2002       |                             |                         | Hemse             | IIliansgården Äldreboende, Parkgatan 16-18 koordinater saknas        |                          |
| Träslottet                 | Staffan Rosvall            | 1982       |                             | trä                     | Hemse             | Mullvadens förskola, Norrgatan 3 koordinater saknas                  |                          |
| Varpa                      | István Varga               | 1980       |                             | sten                    | Hemse             | Vårdcentralen, Hagagatan 30 koordinater saknas                       |                          |
| Paddan                     | Joakim Allgulander         | 2006       |                             | betong                  | Öja               | Öja skola koordinater saknas                                         |                          |
| Ett perfekt genomfört ryck | Thomas Qvarsebo            | 1982       |                             | brons                   | Klintehamn        | Klintehallen, Idrottsvägen/Skolgatan koordinater saknas              |                          |
| Okänd titel                | Eva Mozard                 | 1997       |                             | gatsten, betong, mosaik | Klintehamn        | Klinteskolan, Skolgatan 3 koordinater saknas                         |                          |
| Vattnet söker sin väg      | Anders Thorlin             | 1994       |                             | granit                  | Klintehamn        | Åvallegården äldreboende koordinater saknas                          |                          |
| Fagningsblommor            | Bertil Nyström             | 1950       |                             | brons                   | Roma              | Lövsta Lantbrukscentrum koordinater saknas                           |                          |
| Drake - bänkar             | Stina Lindholm             | 1997       |                             | terazzo                 | Dalhem            | Dalhems skola koordinater saknas                                     |                          |
| Luftballong                | Eva Nobling Åke Nobling    | 2008       |                             | keramik                 | Endre             | Endre skola koordinater saknas                                       |                          |
| Jag är där min längtan är  | Evolution Direct           | 2008       |                             | lackerad stålplåt       | Kräklingbo        | Kräklingbo skola koordinater saknas                                  |                          |
| Ikaros                     | Björn Hammarström          | 2009       |                             |                         | Slite             | Solklintsskolan koordinater saknas                                   |                          |
| Spår och bänkar            | Maria Lilja Johan Pousette | 1991       |                             |                         | Roma              | Lövsta Lantbrukscentrum koordinater saknas                           |                          |
| Hallestenar                | Jan Sundström              | 1980-talet | minnesmärke över Olof Palme | kalksten, betong        | Fårö              | Sudersand 57.95639, 19.25194                                         | Hallestenar              |
| Bergmans närvaro           | Kaj Engström               | 2013       |                             | brons, kalksten         | Fårö              | Bergmancenter på Fårö 57.91898, 19.1386                              | Bergmans närvaro         |
| Okänd titel                | Okänd                      |            |                             |                         | Slite             | Hotellparken 57.705, 18.80667                                        |                          |